# Emoia obscura
Espèce
Synonymes
- Lygosoma mivarti obscurum De Jong, 1927
- Emoia mivarti obscurum (De Jong, 1927)
- Emoia submetallica osbscura (De Jong, 1927)

Emoia obscura est une espèce de sauriens de la famille des Scincidae.

## Répartition
Cette espèce est endémique de Nouvelle-Guinée. Elle se rencontre en Papouasie-Nouvelle-Guinée et en Nouvelle-Guinée occidentale en Indonésie.

## Publication originale
- De Jong, 1927 : Reptiles from Dutch New Guinea. Nova Guinea, vol. 15, no 3, p. 296-318.